# Luca Tabbiani
Luca Tabbiani (Genova, 13 febbraio 1979) è un ex calciatore italiano, di ruolo centrocampista, tecnico del Trento.

## Biografia
Luca Tabbiani è sposato ed ha due figlie.

## Carriera

### Giocatore
Inizia a muovere i primi passi nel calcio professionistico con la maglia del Genoa, con cui debutta in Serie B il 10 gennaio 1999 in Lucchese-Genoa (1-0). In rossoblu totalizza 13 presenze a cavallo tra 1999 e 2000. Nello stesso anno approda in Serie C2 con la maglia del Mestre collezionando 26 presenze e 5 gol. L'anno successivo passa al Trento, sempre in Serie C2, collezionando 23 presenze con 5 gol, e giocando con più costanza da titolare. Nel 2002 si trasferisce alla Cremonese, aiutando la squadra lombarda a fare il salto dalla Serie C2 alla Serie B nel giro di tre anni. Tabbiani inizia la sua esperienza da attaccante: dopo l'esonero di Claudio Maselli e con l'arrivo di Giorgio Roselli in panchina, il giocatore viene spostato esterno destro di centrocampo. Questa scelta azzeccata lo porta a ricoprire un ruolo da protagonista con la maglia grigiorossa. Totalizza 122 presenze con la Cremonese prima di lasciare la squadra in seguito alla retrocessione in Serie C1 maturata al termine della stagione 2005-2006, annata nella quale Tabbiani ha segnato il suo primo gol in Serie B (precisamente il 18 dicembre 2005 in Ternana-Cremonese 1-1). Passa così al Bari con il quale ha la possibilità di continuare a giocare in Serie B e firma un contratto triennale. Con i pugliesi milita una stagione e mezza nella serie cadetta totalizzando 47 presenze e 3 reti. Nel mercato invernale della stagione 2007-2008 il giocatore passa con la formula della comproprietà nei pari-categoria della Triestina e nella finestra di mercato estiva viene ceduto a titolo definitivo alla società giuliana. In seguito milita altre due stagioni in Serie B in maglia alabardata; al termine della stagione 2009-2010 retrocede in Serie C1 in seguito ai play-out persi contro il Padova (anche se poi i giuliani verranno ripescati in cadetteria).
Il 31 agosto 2010 viene ingaggiato dal Pisa, dove quindi gioca in Prima Divisione (ex-Serie C1). Segna la sua unica rete neroazzurra il 17 ottobre successivo nel derby di Lucca, mettendo a segno il gol dell'1-1 al 92º minuto.
Nel successivo mese di gennaio 2011 si trasferisce al Lecco militante in Seconda Divisione. Gioca poi due stagioni in Serie D, nel Sestri Levante, prima di ritirarsi nel 2014.
Ha disputato oltre 100 gare in Serie B.

### Allenatore
Appena appesi gli scarpini al chiodo viene scelto come vice di Pietro Buttu sulla panchina del Vado, in Serie D. Dal dicembre 2014 subentra allo stesso Buttu sulla panchina dei savonesi, raggiungendo la salvezza e venendo confermato anche per la stagione successiva dove viene però esonerato il 21 dicembre 2015 con la squadra in piena zona playout.
Nell'estate 2016 viene chiamato dalla Lavagnese guidando i bianconeri al 4º posto e ai playoff dove il cammino si interrompe in semifinale per mano del Savona.
Proprio dai biancoblú viene chiamato nel luglio 2017 a guidare la prima squadra ma l'esperienza savonese durò poco venendo esonerato il 7 novembre 2017 dalla società ligure dopo un inizio difficile.
Il 12 maggio 2018 torna sulla panchina della Lavagnese. Dopo essere arrivato 10º viene sostituito dal suo vice Nucera.
Il 4 giugno 2019 viene nominato come nuovo allenatore della Genova Calcio, in Eccellenza ligure, ma già il 17 giugno, in accordo con la stessa società genovese, viene ufficializzato il suo passaggio al Fiorenzuola, società militante in Serie D. Dopo il 2º posto del primo anno, nel 2020-2021 vince il proprio girone riportando la squadra emiliana nel professionismo dopo vent’anni. Nelle due annate seguenti porta i rossoneri alla salvezza, in entrambi i casi piazzandosi al 14º posto in stagione regolare; il 1º giugno 2023 rescinde il proprio contratto con il club.
Il 16 giugno 2023 viene ufficializzato come nuovo tecnico del Catania, neopromosso in Serie C. Il 5 novembre 2023, dopo la sconfitta per 1-0 contro il Potenza viene esonerato. Lascia il Catania a metà classifica, dopo cinque vittorie, tre pareggi e cinque sconfitte in tredici partite tra campionato e coppa.
Il 1º gennaio 2024 torna sulla panchina del Fiorenzuola, sempre in Serie C, sostituendo Francesco Turrini. Termina la stagione al terzultimo posto perdendo i play-out con il Novara e quindi retrocedendo.
Nel luglio seguente diviene il nuovo allenatore del Trento, sempre in Serie C. Nella stagione regolare si piazza al 7º posto venendo poi eliminato al primo turno dei play-off per mano dell’Atalanta Under 23.

## Statistiche

### Statistiche da allenatore
Statistiche aggiornate al 4 maggio 2025. In grassetto le competizioni vinte.
| Stagione           | Squadra            | Campionato         | Campionato | Campionato | Campionato | Campionato | Coppe nazionali | Coppe nazionali | Coppe nazionali | Coppe nazionali | Coppe nazionali | Coppe continentali | Coppe continentali | Coppe continentali | Coppe continentali | Coppe continentali | Altre coppe | Altre coppe | Altre coppe | Altre coppe | Altre coppe | Totale | Totale | Totale | Totale | % Vittorie | Piazzamento       |
| Stagione           | Squadra            | Comp               | G          | V          | N          | P          | Comp            | G               | V               | N               | P               | Comp               | G                  | V                  | N                  | P                  | Comp        | G           | V           | N           | P           | G      | V      | N      | P      | %          | Piazzamento       |
| ------------------ | ------------------ | ------------------ | ---------- | ---------- | ---------- | ---------- | --------------- | --------------- | --------------- | --------------- | --------------- | ------------------ | ------------------ | ------------------ | ------------------ | ------------------ | ----------- | ----------- | ----------- | ----------- | ----------- | ------ | ------ | ------ | ------ | ---------- | ----------------- |
| dic. 2014-2015     | Vado               | D                  | 20         | 9          | 2          | 9          | CI-D            | -               | -               | -               | -               | -                  | -                  | -                  | -                  | -                  | -           | -           | -           | -           | -           | 20     | 9      | 2      | 9      | 45,00      | Sub., 12º         |
| lug.-dic. 2015     | Vado               | D                  | 19         | 5          | 1          | 13         | CI-D            | 3               | 2               | 0               | 1               | -                  | -                  | -                  | -                  | -                  | -           | -           | -           | -           | -           | 22     | 7      | 1      | 14     | 31,82      | Eson.             |
| Totale Vado        | Totale Vado        | Totale Vado        | 39         | 14         | 3          | 22         |                 | 3               | 2               | 0               | 1               |                    | -                  | -                  | -                  | -                  |             | -           | -           | -           | -           | 42     | 16     | 3      | 23     | 38,10      |                   |
| 2016-2017          | Lavagnese          | D                  | 34+1       | 18         | 7          | 9+1        | CI-D            | 1               | 0               | 0               | 1               | -                  | -                  | -                  | -                  | -                  | -           | -           | -           | -           | -           | 36     | 18     | 7      | 11     | 50,00      | 4º                |
| lug.-nov. 2017     | Savona             | D                  | 11         | 3          | 4          | 4          | CI-D            | 2               | 1               | 0               | 1               | -                  | -                  | -                  | -                  | -                  | -           | -           | -           | -           | -           | 13     | 4      | 4      | 5      | 30,77      | Eson.             |
| 2018-2019          | Lavagnese          | D                  | 34         | 10         | 12         | 12         | CI-D            | 3               | 2               | 0               | 1               | -                  | -                  | -                  | -                  | -                  | -           | -           | -           | -           | -           | 37     | 12     | 12     | 13     | 32,43      | 10º               |
| Totale Lavagnese   | Totale Lavagnese   | Totale Lavagnese   | 69         | 28         | 19         | 22         |                 | 4               | 2               | 0               | 2               |                    | -                  | -                  | -                  | -                  |             | -           | -           | -           | -           | 73     | 30     | 19     | 24     | 41,10      |                   |
| 2019-2020          | Fiorenzuola        | D                  | 24         | 13         | 5          | 6          | CI-D            | 1               | 0               | 0               | 1               | -                  | -                  | -                  | -                  | -                  | -           | -           | -           | -           | -           | 25     | 13     | 5      | 7      | 52,00      | 2º                |
| 2020-2021          | Fiorenzuola        | D                  | 34         | 23         | 6          | 5          | -               | -               | -               | -               | -               | -                  | -                  | -                  | -                  | -                  | -           | -           | -           | -           | -           | 34     | 23     | 6      | 5      | 67,65      | 1º (prom.)        |
| 2021-2022          | Fiorenzuola        | C                  | 38         | 11         | 10         | 17         | CI-C            | 1               | 0               | 0               | 1               | -                  | -                  | -                  | -                  | -                  | -           | -           | -           | -           | -           | 39     | 11     | 10     | 18     | 28,21      | 14º               |
| 2022-2023          | Fiorenzuola        | C                  | 38         | 11         | 8          | 19         | CI-C            | 1               | 0               | 1               | 0               | -                  | -                  | -                  | -                  | -                  | -           | -           | -           | -           | -           | 39     | 11     | 9      | 19     | 28,21      | 14º               |
| ago.-nov. 2023     | Catania            | C                  | 12         | 4          | 3          | 5          | CI-C            | 1               | 1               | 0               | 0               | -                  | -                  | -                  | -                  | -                  | -           | -           | -           | -           | -           | 13     | 5      | 3      | 5      | 38,46      | Eson.             |
| gen.-giu. 2024     | Fiorenzuola        | C                  | 19+2       | 6          | 6          | 7+2        | CI-C            | -               | -               | -               | -               | -                  | -                  | -                  | -                  | -                  | -           | -           | -           | -           | -           | 21     | 6      | 6      | 9      | 28,57      | Sub., 18º (retr.) |
| Totale Fiorenzuola | Totale Fiorenzuola | Totale Fiorenzuola | 155        | 64         | 35         | 56         |                 | 3               | 0               | 1               | 2               |                    | -                  | -                  | -                  | -                  |             | -           | -           | -           | -           | 158    | 64     | 36     | 58     | 40,51      |                   |
| 2024-2025          | Trento             | C                  | 38+1       | 14         | 15         | 9+1        | CI-C            | 2               | 1               | 0               | 1               | -                  | -                  | -                  | -                  | -                  | -           | -           | -           | -           | -           | 41     | 15     | 15     | 11     | 36,59      | 7º                |
| 2025-2026          | Trento             | C                  | 0          | 0          | 0          | 0          | CI-C            | 1               | 0               | 1               | 0               | -                  | -                  | -                  | -                  | -                  | -           | -           | -           | -           | -           | 1      | 0      | 1      | 0      | &0,00      | in corso          |
| Totale Trento      | Totale Trento      | Totale Trento      | 39         | 14         | 15         | 10         |                 | 3               | 1               | 1               | 1               |                    | -                  | -                  | -                  | -                  |             | -           | -           | -           | -           | 42     | 15     | 16     | 11     | 35,71      |                   |
| Totale carriera    | Totale carriera    | Totale carriera    | 325        | 127        | 79         | 119        |                 | 16              | 7               | 2               | 7               |                    | -                  | -                  | -                  | -                  |             | -           | -           | -           | -           | 341    | 134    | 81     | 126    | 39,30      |                   |

## Palmarès

### Giocatore

#### Club

##### Competizioni nazionali
- Serie C1: 1

Cremonese: 2004-2005

### Allenatore

#### Club

##### Competizioni interregionali
- Serie D: 1

Fiorenzuola: 2020-2021 (girone D)